# Donyi-Polo
Donyi-Polo o Donyi Polo es una religión animista, que literalmente significa Sol-Luna (donde el sol es la energía femenina y la luna la energía masculina). Es seguida por muchos de los grupos tribales de Arunachal Pradesh, India como los Galos,  Adis, Apatanis, Nishis, Hill Miris y Mishings. Los chamanes dirigen los rituales y hacen sacrificios sagrados a los espíritus. 